# 鶴田真理子
鶴田 真理子（つるた まりこ、1969年9月3日 - ）は、日本のモデル。愛知県岡崎市出身。
1989年のミス日本入賞後、モデルで活躍。テレビ、ラジオで活躍。フラワーアレンジメント、乗馬、書道が趣味。1995年に日本航空機内ビデオの「JALステーション」のナビゲーターを務めた。2015年現在、「CREATE JAPAN AGENCY」の所属でネピアのコマーシャル、マクドナルドのコマーシャルなどで活躍している。